# Paurodon
Paurodon — вимерлий рід пізньоюрських ссавців із формації Моррісон на заході США.

## Таксономія
Пауродон (Paurodon) — типовий рід дріолестиданової групи Paurodontidae. Araeodon, Archaeotrigon, Foxraptor і Pelicopsis, очевидно, є стадіями росту Paurodon.

## Поширення і стратиграфія
Залишки пауродона були знайдені в стратиграфічній зоні 5 формації Моррісон у Комо Блафф, Вайомінг.

## Біологія
За формою зубів і щелепи пауродон сильно збігався з сучасними златокротами. Це свідчить про те, що його раціон складався з дощових черв'яків і, можливо, він був навіть підземним.